# The Legendary Pink Dots
The Legendary Pink Dots (w skrócie LPD) – brytyjsko-holenderski zespół rockowy z kręgu rocka alternatywnego i psychodelicznego istniejący od 1980. 

## Historia
Zespół powstał w sierpniu 1980 w angielskim mieście Ilford. Za pierwszy koncert, który odbył się we wschodnim Londynie w październiku 1980, zespół zainkasował 5 funtów. Po wielu zmianach w składzie, LPD wydał w 1982 pierwszą oficjalną płytę, Brighter Now. Pierwsze albumy zawierały muzykę opartą na brzmieniach elektronicznych, nawiązującą do nurtów industrial i new wave. Począwszy od płyty The Lovers zespół skierował się w kierunku brzmienia psychodelii przełomu lat 60. i 70. XX w.
Od początku podstawę sześcioosobowego składu zespołu stanowili: charyzmatyczny wokalista, kompozytor i autor tekstów, Edward Ka-Spel,  oraz klawiszowiec Phil Knight używający pseudonimu The Silverman. W 1984 zespół przeniósł się do Amsterdamu i podpisał kontrakt z niezależną firmą Play It Again, Sam.
W 1988 zespół opuściło czterech muzyków, pozostali tylko Kaspel i Silverman. Dołączyli m.in. Niels Van Hoornblower (saksofony, flet, klarnet) i Bob Pistoor (gitara). W kolejnych latach LPD nagrał swoje najpopularniejsze płyty: The Golden Age, Crushed Velvet Apocalypse i The Maria Dimension. Specjalizacją zespołu stały się długie przestrzenne improwizacje, bogate aranżacje oraz "kosmiczne" ballady (najbardziej znana: Belladonna). W 1992, po nagraniu The Maria Dimension, u Boba Pistoora wykryto nieuleczalny nowotwór. Po jego śmierci gitarzystą zespołu został Martijn De Kleer.

## LPD w Polsce

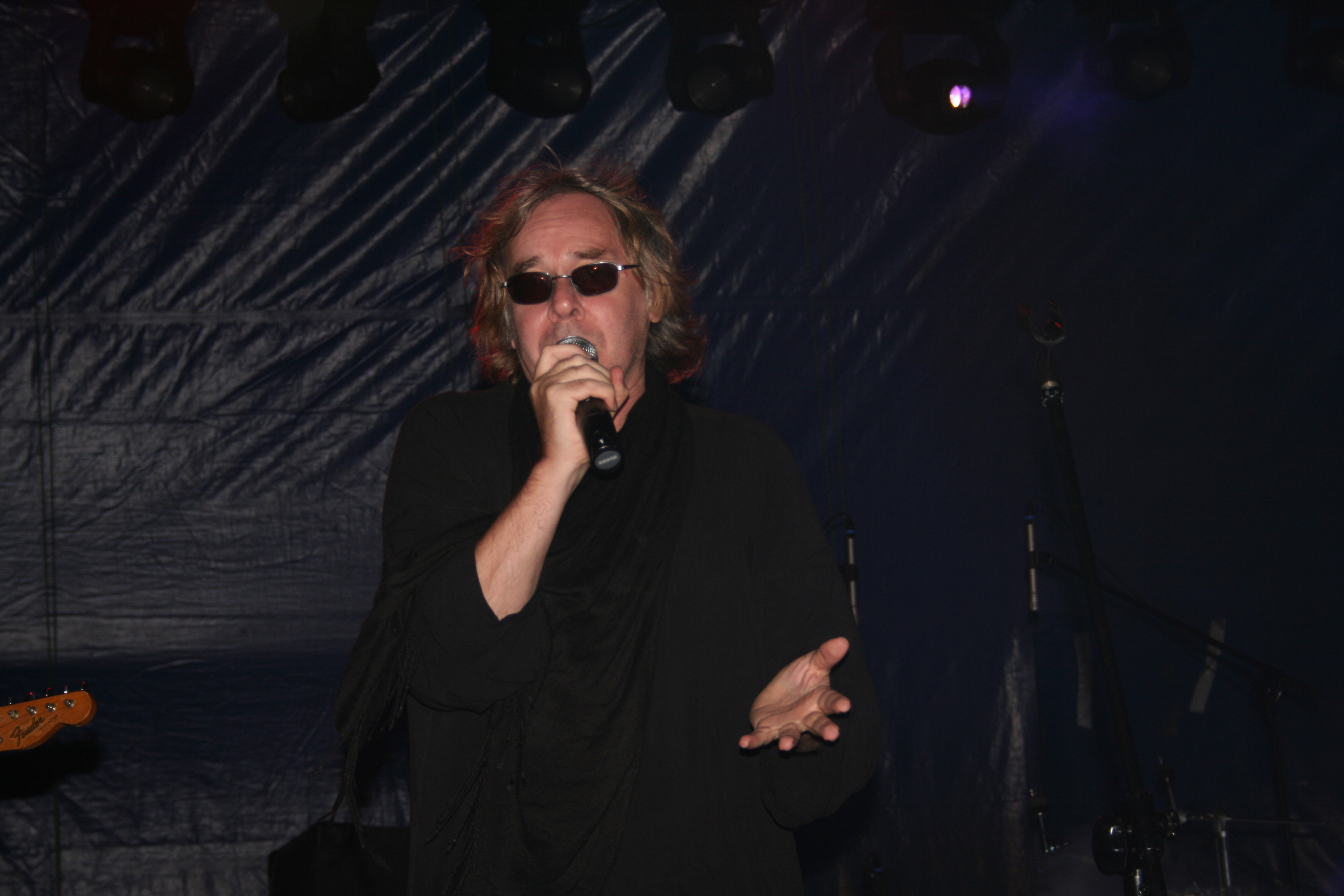
Edward Ka-Spel

The Legendary Pink Dots od początku lat 90. stał się w Polsce zespołem kultowym. Nazywany bywał „Kropy” lub „Kropki”. 
Do popularyzacji muzyki LPD przyczyniły się radiowe audycje Tomasza Beksińskiego, który (głównie w radiowej Trójce) prezentował kolejne płyty oraz interpretacje i własne tłumaczenia tekstów. Środkowy fragment utworu Neon Mariners z płyty Any Day Now otwierał nocne audycje Beksińskiego. Po śmierci Beksińskiego ukazały się w 2001 polskie edycje płyt The Legendary Pink Dots, dedykowane przez zespół dziennikarzowi. Płytom towarzyszyły nowe okładki autorstwa jego ojca, Zdzisława Beksińskiego, oraz tłumaczenia wszystkich tekstów.
Innym tłumaczem tekstów zespołu i aktywnym uczestnikiem społeczności fanów LPD był zamordowany w 1997 Michał Łysek. Tomasz Beksiński twierdził, że przetłumaczony przez Michała utwór Blasto był rodzajem proroctwa na temat jego śmierci. Zespół na koncercie w Warszawie zadedykował Michałowi utwór Spike.
The Legendary Pink Dots zagrał w Polsce kilkadziesiąt koncertów.

## Skład
Skład zespołu (maj 2010):
- Edward Ka-Spel – instrumenty klawiszowe, śpiew
- Phil Knight (The Silverman) – instrumenty klawiszowe
- Erik Drost – gitary
- Raymond Steeg – efekty dźwiękowe

## Dyskografia

### Płyty studyjne[6]
- Only Dreaming (1981)
- Kleine Krieg (1981)
- Chemical Playschool 1+2 (1981)
- Dots on the Eyes (1981)
- Brighter Now (1982)
- Atomic Roses (1982)
- Premonition (1982)
- Apparition (1982)
- Basilisk (1983)
- Chemical Playschool 3+4 (1983)
- Curse (1983)
- The Tower (1984)
- The Lovers (1984)
- Faces in the Fire (1984)
- Asylum (1985)
- Prayer For Aradia (1985)
- Island Of Jewels (1986)
- Curious Guy (1986)
- Premonition 11 (1987)
- Any Day Now (1988)
- Traumstadt 1 (1988)
- Traumstadt 2 (1988)
- Traumstadt 3 (1988)
- Traumstadt 4 (1988)
- Traumstadt 5 (1989)
- The Golden Age (1989)
- Greetings 9 (1989)
- Four Days (1990)
- The Crushed Velvet Apocalypse (1990)
- The Maria Dimension (1991)
- Shadow Weaver (1992)
- Malachai (Shadow Weaver Part 2) (1993)
- Nine Lives to Wonder (1994)
- From Here You'll Watch the World Go By (1995)
- Hallway of the Gods (1997)
- Chemical Playschool 10 (1997)
- Nemesis Online (1998)
- A Perfect Mystery (2000)
- Chemical Playschool 11+12+13 (2001)
- All the King’s Horses (2002)
- All the King’s Men (2002)
- Synesthesia (2002)
- The Poppy Variations (2004)
- The Whispering Wall (2004)
- Alchemical Playschool (2006)
- Your Children Placate You From Premature Graves (2006)
- Plutonium Blonde (2008)
- Seconds Late For The Brighton Line (2010)
- The Creature That Tasted Sound (2012)
- Chemical Playschool 15 (2012)
- Taos Hum (2013)
- The Gethsemane Option (2013)
- The Curse of Marie Antoinette (2013)
- Code Noir (2013)
- Chemical Playschool 16 & 18 (2014)
- 10 to the Power of 9 (2014)
- Chemical Playschool 19 & 20 (2016)
- Pages Of Aquarius (2016)
- Angel In The Detail (2019)
- The Museum of Human Happiness (2022)
- Chemical Playschool 23 & 24 (2024)
- So Lonely In Heaven (2025)

### Single / EP
- Under Glass (1988)
- Princess Coldheart (1990)
- Remember Me This Way (1996)
- Sterre (1997)
- Pre-Millenial Single (1998)
- Legacy (2006)
- A Scented Candle (2016)
- The Tunnel (2016)

### Płyty koncertowe

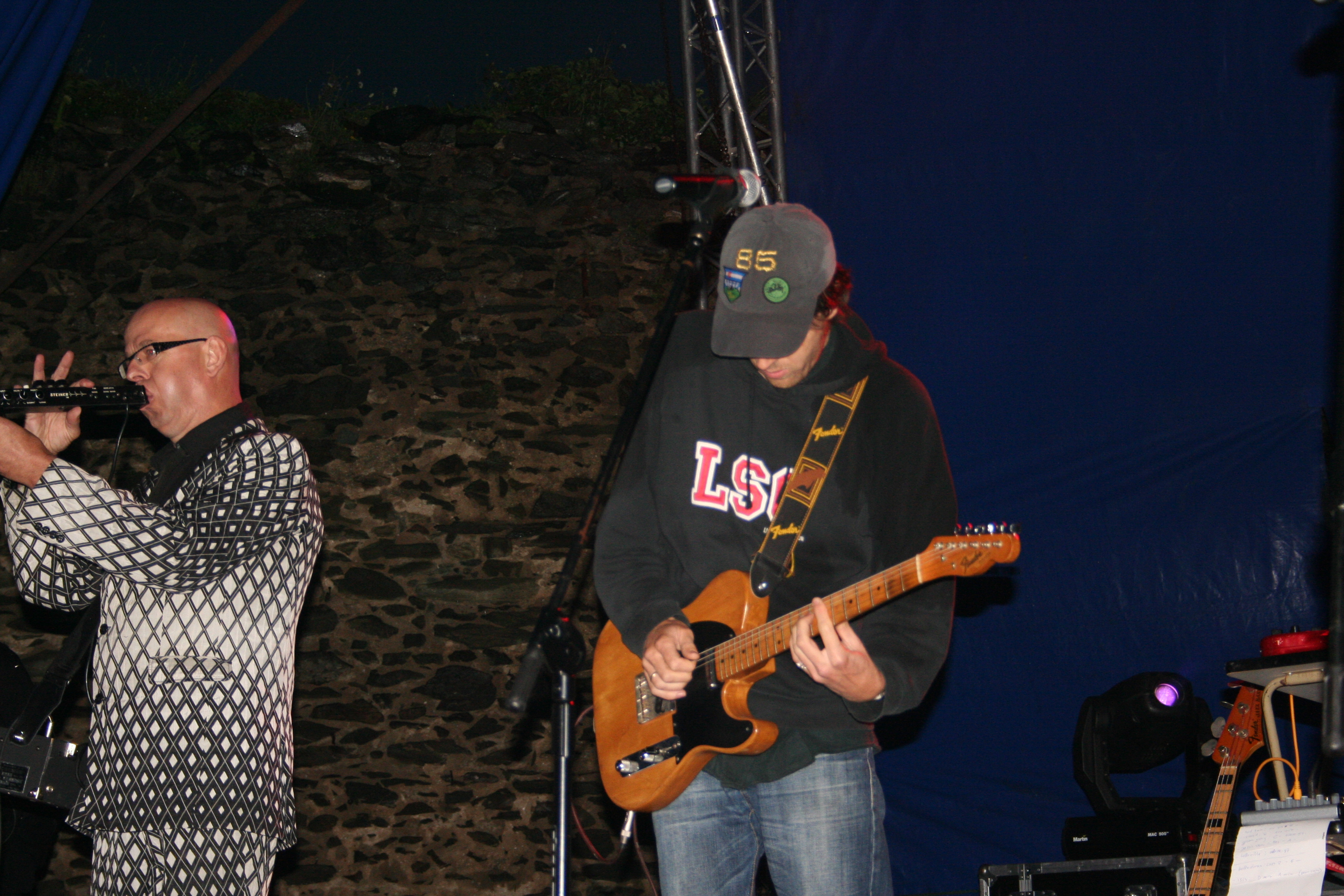
LPD podczas koncertu na festiwalu Castle Party w Bolkowie (2007)

- Dot-to-Dot (1988)
- Live '85-'88 (1997)
- Live 89 (1997)
- Live at the Metro (1999)
- Farewell, Milky Way (2000)

### Kompilacje
- Stone Circles (1988)
- The Legendary Pink Box (1989)
- Greetings 9+Premonition 11/It's Raining in Heaven (1991/1996) (1991)
- Chemical Playschool 8+9 (1995)
- Canta Mientras Puedas (1996)
- Lullabies for the New Dark Ages: The First Four Albums (1996)
- Ancient Daze (1997)
- Under Triple Moons (1997)
- Stained Glass, Soma Fountains (1997)
- Poi Poka Mozhesh (1999)
- A Guide to the Legendary Pink Dots Vol. 1: The Best Ballads (2000)
- El Kaleidoscopio Terminal (2002)
- I Did Not Inhale (2003)
- A Guide to the Legendary Pink Dots Vol. 2: Best Psychedelic Tracks (2003)
- Singe Wahrend du Bist (2004)
- Crushed Mementos (2004)